# Hans-Jörg Butt
Pour les articles homonymes, voir Butt.
Hans-Jörg Butt est un footballeur allemand né le 28 mai 1974 à Oldenbourg, en Basse-Saxe. Il évoluait au poste de gardien de but.
Ce gardien international allemand, célèbre pour souvent tirer les penalties de son équipe a été deux fois finaliste de la Ligue des champions en 2002 et 2010 avec deux clubs différents, le Bayer Leverkusen et le Bayern Munich et finaliste de la Coupe du monde 2002.

## Biographie
Hans-Jörg Butt commence le football au TSV Großenkneten. En 1991, il rejoint le FC Oldenburg, modeste club allemand qui évolue en Regionalliga Nord, équivalent à la troisième division française. Il joue en équipe première de 1993 à 1997 aidant le club à se hisser en 2. Bundesliga en 1996. C'est lors de son unique saison en 2. Bundesliga qu'il s'illustre en marquant un penalty lors d'un match remporté 3-1 contre le VfL Wolfsburg. Il va devenir un spécialiste de cet exercice.
En 1997, il rejoint le Hambourg SV qui évolue en première division allemande et s'impose d'emblée comme le titulaire au poste de gardien.  C'est lors de la saison 1998/1999 qu'il commence à inscrire ses premiers buts sur penalty en Bundesliga. Ne ratant quasiment aucun penalty, il devient l'un des meilleurs buteurs de son club. Lors de la saison 1999/2000, il est même avec 9 réalisations, le meilleur réalisateur de son équipe (à égalité cependant avec Roy Präger et Anthony Yeboah). Il inscrira 19 buts sous les couleurs du club hanséatique. Au-delà de ses qualités de buteur, Il s'illustre comme l'un des meilleurs gardiens de son pays et est même retenu comme en sélection nationale allemande pour l'Euro 2000. Néanmoins, il restera pendant de longues années un troisième choix derrière des gardiens comme Oliver Kahn et Jens Lehmann. En dix ans de carrière sous le maillot de la Mannschaft, il ne jouera qu'à quatre reprises.  
En 2001, en fin de contrat avec Hambourg SV, Butt rejoint le Bayer Leverkusen dont il sera l'un des piliers jusqu'en 2007. Titulaire indiscutable, il ne manque qu'un seul match lors de ses cinq premières saisons sous le maillot de Leverkusen. En 2002, Butt manque de peu de remporter le triplé : Championnat-Coupe-Ligue des champions. Néanmoins, il termine deuxième de chacune de ces compétitions, perdant notamment la Ligue des champions en finale contre le Real Madrid. La même année, avec plusieurs autres joueurs du Bayer Leverkusen dont Michael Ballack, Carsten Ramelow et Bernd Schneider, il échoue en finale de la Coupe du monde de football contre le Brésil. Mais comme lors de l'Euro 2000, Butt ne joue pas un seul match du tournoi, barré par Oliver Kahn. Lors de la saison 2003/2004, il est à l'origine d'un but gag dont la vidéo a fait le tour d'internet. Après avoir marqué un pénalty lors d'un match contre Schalke 04, Butt célèbre longuement son but et regagne ses cages sans se presser, mais il ne se rend pas compte l'équipe adverse s'est empressée de d'engager et alors qu'il a le dos tourné, Mike Hanke inscrit un but du rond central.
Lors de la saison 2006/2007 avec le Bayer Leverkusen, alors qu'il est suspendu, il est remplacé par le jeune René Adler qui finalement hérite définitivement du poste de gardien. Contraint à l'exil pour retrouver un poste de titulaire, Butt rejoint le Benfica Lisbonne en 2007. Concurrencé par Quim, il ne joue que les matchs de Coupe du Portugal. Lors de sa seule titularisation en championnat, il sauve un penalty contre le CS Marítimo. 
L'année suivante, Butt signe un contrat de deux ans au Bayern Munich. S'il est perçu tout d'abord comme un second gardien derrière Michael Rensing, appelé à remplacer le légendaire Oliver Kahn, il s'impose lors de la seconde moitié de la saison comme un premier choix. Devenu dès lors gardien titulaire, il remporte en 2010, le doublé Coupe-Championnat et échoue une nouvelle fois en finale de la Ligue des champions contre l'Inter Milan. 
Ses performances lors de la saison 2009/2010 lui valent d'être retenu dans l'équipe d'Allemagne appelée à disputer la Coupe du monde 2010, en remplacement de René Adler, blessé. Alors âgé de 36 ans, il est le plus vieux joueur de l'effectif. Bien qu'annoncé troisième gardien, il est titularisé lors du match pour la troisième place remporté contre l'Uruguay (3-2), son dernier match en équipe nationale.
Lors de la saison 2010/2011, Butt est relégué sur le banc de touche à partir de la mi-saison, au profit du jeune gardien remplaçant du Bayern Munich, Thomas Kraft. Ce choix de l'entraîneur Louis van Gaal coïncide avec une série de revers pour le club bavarois et Louis van Gaal est limogé et remplacé par son adjoint Andries Jonker. Ce dernier décide de remettre Butt au poste de gardien titulaire. Le 29 mars 2011, il annonce qu'il profitera de la fin de son contrat avec le Bayern Munich en fin de saison pour prendre sa retraite. Finalement, après avoir discuté avec les dirigeants bavarois, il décide de prolonger son contrat de joueur jusqu'en 2012, en tant que doublure de Manuel Neuer.
Le 28 avril 2012, Butt joue son dernier match de footballeur professionnel, à l'occasion du match contre le VfB Stuttgart comptant pour la 33e journée de Bundesliga.

## Palmarès

### en club
- Bayer Leverkusen
  - Vice-champion d'Allemagne : 2002
  - Finaliste de la Ligue des champions : 2002
  - Finaliste de la Coupe d'Allemagne : 2002

- Bayern Munich
  - Champion d'Allemagne : 2010
  - Vainqueur de la Coupe d'Allemagne : 2010
  - Vainqueur de la Supercoupe d'Allemagne : 2010
  - Finaliste de la Ligue des champions : 2010

### en sélection
- Allemagne
  - Finaliste de la Coupe du monde 2002
  - 3e de la Coupe du monde 2010